# European Touring Car Cup 2005
European Touring Car Cup 2005 – pierwsza edycja pucharu wyścigowego European Touring Car Cup. Składała  z pojedynczej rundzie na torze ACI Vallelunga Circuit. po raz pierwszy podzielono samochody na dwie kategorie: Super 2000 i Superprodukcyjną. Wygrali je odpowiednio Richard Göransson i Lorenzo Falessi.

## Lista startowa
| Zespół                      | Samochód                | Nr. | Kierowca            | Klasa |
| --------------------------- | ----------------------- | --- | ------------------- | ----- |
| Honda Dealer Team Sweden    | Honda Accord Euro R     | 1   | Tomas Engström      | S2000 |
| BMW Team Italy-Spain        | BMW 320i                | 2   | Alessandro Zanardi  | S2000 |
| BMW Team Engstler           | BMW 320i                | 3   | Franz Engstler      | S2000 |
| SEAT Racing Team            | SEAT Toledo Cupra       | 4   | Michel Nykjær       | S2000 |
| DB Motorsport               | Alfa Romeo 156          | 5   | Salvatore Tavano    | S2000 |
| DB Motorsport               | Alfa Romeo 156          | 6   | Andrea Larini       | S2000 |
| Avtodom Racing - BMW Russia | BMW 320i                | 7   | Michaił Uchow       | S2000 |
| Zerocinque Motorsport       | BMW 320i                | 8   | Stefano Valli       | S2000 |
| Peugeot Sport Denmark       | Peugeot 407             | 9   | Jens Edman          | S2000 |
| IPS Motorsport              | Peugeot 407             | 10  | Johan Stureson      | S2000 |
| Maarakennus M. Laivola Oy   | SEAT Toledo Cupra       | 11  | Ari Laivola         | S2000 |
| Schubert Motors             | BMW 320i                | 12  | Rustiem Tieregułow  | S2000 |
| Schubert Motors             | BMW 320i                | 13  | Claudia Hürtgen     | S2000 |
| SEAT Sport Italia           | SEAT Toledo Cupra       | 14  | Alessandro Balzan   | S2000 |
| WestCoast Racing            | BMW 320i                | 15  | Richard Göransson   | S2000 |
| WestCoast Racing            | BMW 320i                | 16  | Thed Björk          | S2000 |
| TW Racing                   | Ford Focus ST170        | 19  | Wolfgang Treml      | S2000 |
| SEAT Sport UK               | SEAT Toledo Cupra       | 20  | Jason Plato         | S2000 |
| GR Asia                     | SEAT Toledo Cupra       | 21  | Tom Coronel         | S2000 |
| GR Asia                     | SEAT Toledo Cupra       | 22  | Robert Collard      | S2000 |
| Proteam Motorsport          | BMW 320i                | 23  | Davide Roda         | S2000 |
| Proteam Motorsport          | BMW 320i                | 24  | Luca Rangoni        | S2000 |
| ZeroCinque Motorsport       | BMW 320i                | 51  | Lorenzo Pasquinelli | SPro  |
| Sport-Garage                | Volkswagen Golf IV GTi  | 52  | Siergiej Kryłow     | SPro  |
| Sport-Garage                | Volkswagen Golf III GTi | 53  | Andriej Nikołajew   | SPro  |
| Errepi Racing               | Alfa Romeo 147 SP       | 54  | Lorenzo Falessi     | SPro  |

| Symbol | Klasa            |
| ------ | ---------------- |
| S2000  | Super 2000       |
| SPro   | Superprodukcyjna |

## Wyniki
| Legenda oznaczeń w tabelach wyników Wyświetl szablon na nowej stronie | Legenda oznaczeń w tabelach wyników Wyświetl szablon na nowej stronie                                                                     |
| Oznaczenie                                                            | Wyjaśnienie |
| --------------------------------------------------------------------- | --- |
| Złoty                                                                 | Zwycięzca lub mistrzostwo |
| Srebrny                                                               | 2. miejsce lub wicemistrzostwo |
| Brązowy                                                               | 3. miejsce lub II wicemistrzostwo |
| Zielony                                                               | Ukończył, punktował (w klasyfikacji generalnej, gdy zdobył co najmniej jeden punkt na przestrzeni sezonu, poza trzema powyższymi opcjami) |
| Niebieski                                                             | Ukończył, nie punktował (w klasyfikacji generalnej, gdy nie zdobył co najmniej jednego punktu na przestrzeni sezonu)                      |
| Czerwony                                                              | Nie zakwalifikował się (NZ) |
| Czerwony                                                              | Nie prekwalifikował się (NPK) |
| Różowy                                                                | Nie ukończył (NU) |
| Różowy                                                                | Niesklasyfikowany (NS) (w klasyfikacji generalnej, gdy nie został sklasyfikowany w żadnym wyścigu sezonu)                                 |
| Czarny                                                                | Zdyskwalifikowany (DK) |
| Czarny                                                                | Wykluczony (WYK/EX) |
| Biały                                                                 | Nie wystartował (NW) |
| Biały                                                                 | Kontuzjowany (K/INJ) |
| Biały                                                                 | Wyścig odwołany (OD/C) |
| Bez koloru                                                            | Został wycofany (WYC/WD) |
| Bez koloru                                                            | Nie przybył (NP/DNA) |
| Bez koloru                                                            | Nie brał udziału w treningach (NT/DNP) |
| Bez koloru                                                            | Nie został zgłoszony (–) |
| Pogrubienie                                                           | Start z pole position |
| Kursywa                                                               | Najszybsze okrążenie wyścigu |
| †                                                                     | Nie ukończył, ale jego rezultat został zaliczony ze względu na przejechanie więcej niż 90% dystansu wyścigu.                              |
| *                                                                     | Sezon w trakcie |
| 1/2/3                                                                 | Punktowana pozycja w sprincie kwalifikacyjnym                                                                                             |
| Lista systemów punktacji Formuły 1                                    | |

| Poz.             | Kierowca            | VAL        | VAL        | Pkt.       |
| Super 2000       | Super 2000          | Super 2000 | Super 2000 | Super 2000 |
| ---------------- | ------------------- | ---------- | ---------- | ---------- |
| 1                | Richard Göransson   | 2          | 2          | 16         |
| 2                | Jason Plato         | 5          | 1          | 14         |
| 3                | Alessandro Zanardi  | 1          | 7          | 12         |
| 4                | Salvatore Tavano    | 3          | 4          | 11         |
| 5                | Tom Coronel         | 4          | 5          | 9          |
| 6                | Thed Björk          | 7          | 3          | 8          |
| 7                | Franz Engstler      | 6          | 6          | 6          |
| 8                | Jens Edman          | 8          | 16         | 1          |
| 9                | Alessandro Balzan   | 9          | 8          | 1          |
| 10               | Claudia Hürtgen     | NU         | 9          | 0          |
| 11               | Robert Collard      | 10         | 15         | 0          |
| 12               | Luca Rangoni        | NU         | 10         | 0          |
| 13               | Robert Collard      | 11         | 11         | 0          |
| 14               | Stefano Valli       | 12         | 12         | 0          |
| 15               | Rustem Teregulov    | 13         | 13         | 0          |
| 16               | Ari Laivola         | 14         | 14         | 0          |
| 17               | Michel Nykjær       | 19         | NU         | 0          |
| 18               | Mikhail Ukhov       | NU         | NU         | 0          |
| 19               | Davide Roda         | NU         | NU         | 0          |
| 20               | Tomas Engström      | NU         | NW         | 0          |
| 21               | Johan Stureson      | NU         | NW         | 0          |
| 22               | Wolfgang Treml      | NU         | NW         | 0          |
| Super Production |                     |            |            |            |
| 1                | Lorenzo Falessi     | 15         | 17         | 20         |
| 2                | Sergey Krylov       | 17         | 18         | 14         |
| 3                | Andrey Nikolaev     | 18         | 19         | 11         |
| 4                | Lorenzo Pasquinelli | 16         | NU         | 8          |
| Poz.             | Kierowca            | VAL        | VAL        | Pkt.       |